# Hariaciîi Urban
Hariaciîi Urban (în ucraineană Гарячий Урбан) este o rezervație peisagistică de importanță locală din orașul Cernăuți (Ucraina), situată lângă str. Moskovskoi Olimpiadî. Este administrată de Mănăstirea Nașterea Maicii Domnului „Horecea” (parțial) și Departamentul Locuințe și Servicii Comunale din Cernăuți.
Suprafața ariei protejate constituie 108 hectare, fiind creată în anul 1999 prin decizia comitetului executiv regional. Statutul a fost atribuit conservării pădurii de pe malul drept al versantului abrupt al râului Prut. Din vegetație, se găsesc porțiuni de păduri de fag (predominant), stejar și carpen. cu diversitate floristică ridicată. Plantele rare includ ghiocei, Crocus heuffelianus, Epipactis helleborine și Neottia nidus-avis.
O parte din rezervație este ocupată de clădiri religioase și ferme ale Mănăstirii de călugări „Horecea”.